# Damarzyk Wiesnera
Damarzyk Wiesnera, shorea Wiesnera (Shorea wiesneri) – gatunek drzewa z rodziny dwuskrzydłowatych (Dipterocarpaceae). Występuje na indonezyjskiej wyspie Sumatra.

## Morfologia
Dorasta do 9 metrów wysokości. Pokryte jest liśćmi o jajowatym kształcie. Zakwita kwiatami dość dużymi w kolorze żółtym. Owocem jest zdrewniała torebka.

## Znaczenie
Drzewo dostarczające żywicę o nazwie dammara. Żywica ta w postaci bryłek lub ziarenek jest wykorzystywana w przemyśle lakierniczym, w produkcji linoleum, w przemyśle farmaceutycznym.